# Silentium (roman)
 (mars 2020).
Si vous disposez d'ouvrages ou d'articles de référence ou si vous connaissez des sites web de qualité traitant du thème abordé ici, merci de compléter l'article en donnant les références utiles à sa vérifiabilité et en les liant à la section « Notes et références ».
Silentium  (titre original : Silentium) est un roman écrit par Greg Bear, sorti en mars 2013. Il marque la fin d'une trilogie constituant la saga Forerunner.